# Danilo Lorenzini
Danilo Lorenzini (Milano, 11 settembre 1952) è un compositore e didatta italiano.
Si è diplomato in pianoforte e composizione presso il Conservatorio Giuseppe Verdi di Milano sotto la guida rispettivamente di Antonio Ballista e Bruno Bettinelli.
Dal 1975 al 1979 ha insegnato pianoforte alla Civica Scuola di Musica di Milano e dal 1979 al 2016 è stato docente di composizione al Conservatorio Giuseppe Verdi di Milano. Danilo Lorenzini è stato ospite di istituzioni quali il Teatro alla Scala, i Pomeriggi Musicali, il Piccolo Teatro e la Società del Giardino di Milano, la Rai di Torino, il Teatro La Fenice di Venezia, il Teatro Donizetti di Bergamo, l'Autunno Musicale di Como, il Festival dei Due Mondi di Spoleto e Charleston, l'Accademia di Santa Cecilia a Roma, il Festival della Società Internazionale di Musica Contemporanea di Bonn, il Teatro della Pergola di Firenze.
È autore di musica sinfonica, da camera, vocale e di due opere liriche, Quattro per cinque (1970) e Playboy (2009).  Le sue composizioni sono pubblicate dalla Casa Musicale Sonzogno, dalle edizioni Suvini Zerboni e dalle edizioni Preludio. Attivo sia nell'ambito della musica classica che di quella extra-colta, ha lavorato con vari musicisti tra cui Michele Fedrigotti, Franco Battiato per L'era del cinghiale bianco e Giorgio Gaber per Polli d'allevamento.
Danilo Lorenzini collabora stabilmente con la Compagnia Marionettistica Carlo Colla e Figli di Milano in qualità di compositore, pianista e direttore musicale.